# Нетреба (Сарненський район)
Нетре́ба — село в Україні, у Рокитнівській селищній громаді Сарненського району Рівненської області. Населення становить 586 осіб.

## Географія
На північно-східній стороні віл села бере початок річка Зерце, ліва притока Буніва.

## Історія
- 4 листопада 1921 р. біля Нетреби Волинська група (командувач — Юрій Тютюнник) Армії Української Народної Республіки перейшла польсько-московський кордон і розпочала Листопадовий рейд.

- До 1939 року землі сучасного села Нетреба входили до складу Польщі та належали поміщикам. Село мало прикордонне розташування — за два кілометри від нього проходив державний кордон між Польщею та Радянською Україною. У місцевості, відомій як урочище «Олевське», розташовувалася польська прикордонна застава. Тут на великому камені стояв пам’ятник польському державному діячеві Юзефу Пілсудському. Камінь зберігся до сьогодні, а алеї з дерев, що його оточували, частково збереглися.[1]

- До радянської анексії західноукраїнських земель 1939 року існували три окремі села: Будки Борівські, Окопи і Нетреба[2].  Нетреба була найменшою — тут було лише 28 дворів. У Будках Борівських нараховувалося 58 дворів, а в Окопах — 34. Розташування сіл розподілялося таким чином: Будки Борівські займали західну частину, Окопи — північну, а Нетреба — східну.

- Населення сіл мало різноманітний склад: у Будках Борівських і Окопах переважно мешкали поляки, тоді як у Нетребі проживали українці, росіяни та поляки.

- В Окопах функціонували костел, школа та гуральня. Навчання в школі, яка мала чотири класи, було спільним для дітей із трьох сіл. У 1939 році до села з Варшави був направлений ксьондз Людвік Вродарчик, який проводив богослужіння в місцевому костелі.

## Населення
За переписом населення 2001 року в селі мешкало 575 осіб.

### Мова
Розподіл населення за рідною мовою за даними перепису 2001 року:
| Мова       | Відсоток |
| ---------- | -------- |
| українська | 99,15 %  |
| вірменська | 0,34 %   |
| російська  | 0,34 %   |
| білоруська | 0,17 %   |

## Відомі люди
Уродженцем села є Білець Петро Васильович — сержант Збройних сил України, загинув 29 серпня 2014 року при виході з «Іловайського котла».

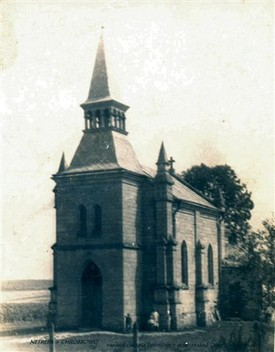
Костел у селі Нетреба, зруйнований за радянських часів